# Zielonka (Wzgórza Trzebnickie)
Zielonka, Dębowy Wierch – wzniesienie należące do Wzgórz Trzebnickich, położone w Paśmie Ciemnej Góry, o wysokości bezwzględnej 248,0 m n.p.m., znajdujące się na terenie Gminy Trzebnica, w powiecie Trzebnickim, województwie dolnośląskim, w pobliżu miejscowości Malczów (obręb ewidencyjny w ramach którego położony jest wierchołek) i Kowale, Gmina Oborniki Śląskie (zachodnia część masywu).
Wierchołek i w znacznym stopniu cały masyw wzniesienia pokryty jest lasem, w którym dominującym gatunkiem drzew są dęby. Niegdyś na samym wierchołku znajdowała się wieża triangulacyjna. Przy prowadzącym tędy szlaku turystycznym urządzone było miejsce odpoczynku.
Nazwa własna Zielonka ujęta jest w państwowym rejestrze nazw geograficznych: identyfikator PRNG – 206517, identyfikator IIP – PL.PZGiK.320.NGRP.206517. Rejestr ten podaje następujące współrzędne geograficzne punktu głównego: szerokość geograficzna – 51°18'27" N, długość geograficzna – 16°59'26" E. Nazwa ta została przyjęta zarządzeniem nr 70 Prezesa Rady Ministrów z dnia 30 marca 1954 r., Monitor Polski 1954 nr 38, poz. 516. Natomiast nazwa Dębowy Wierch pojawia się na niektórych współczesnych mapach, w przewodnikach i innych opracowaniach bądź publikacjach. Oparta jest na fakcie, iż masyw pokrywa las z przewagą dębu.

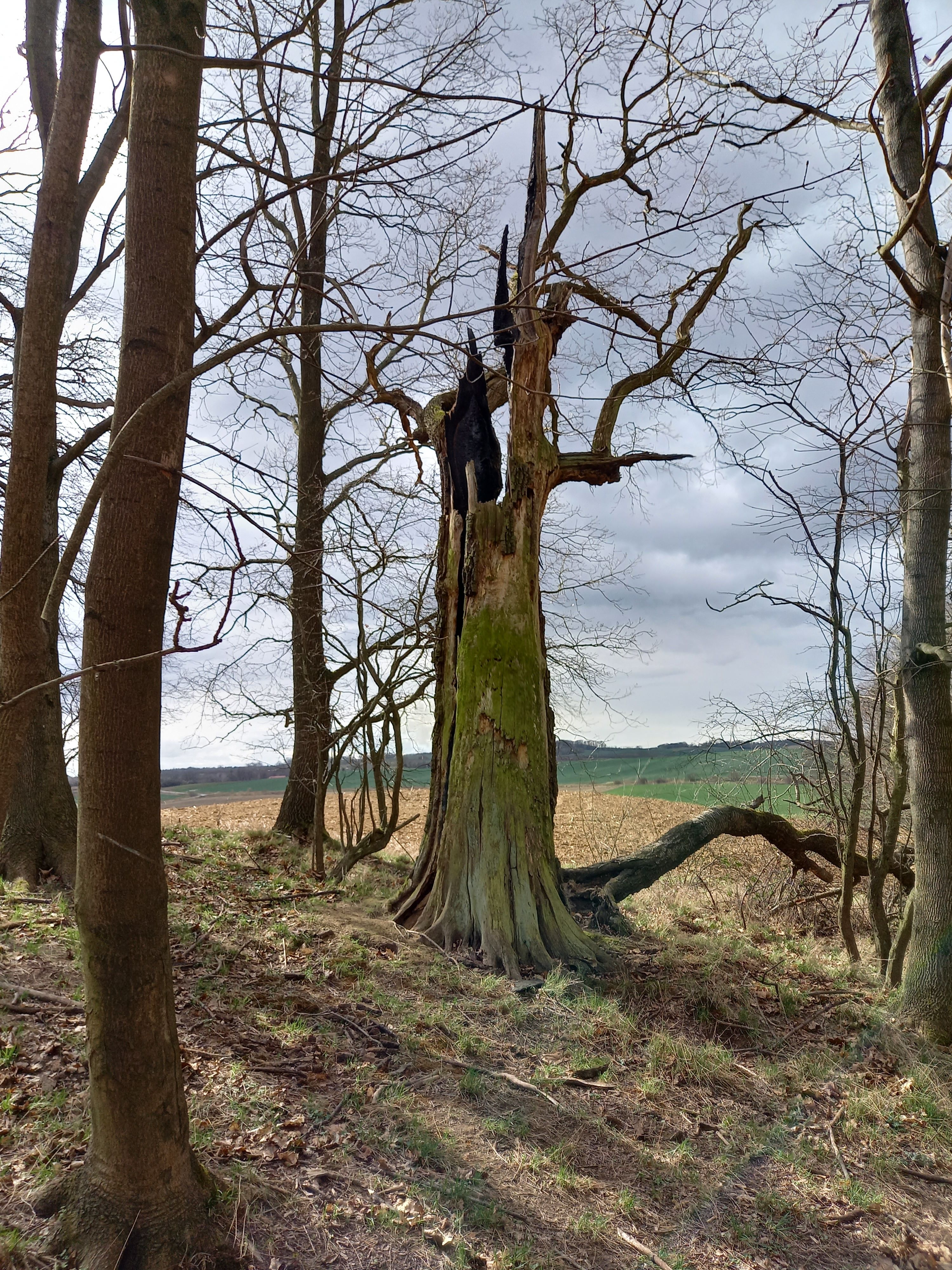
zachodni kraniec masywu
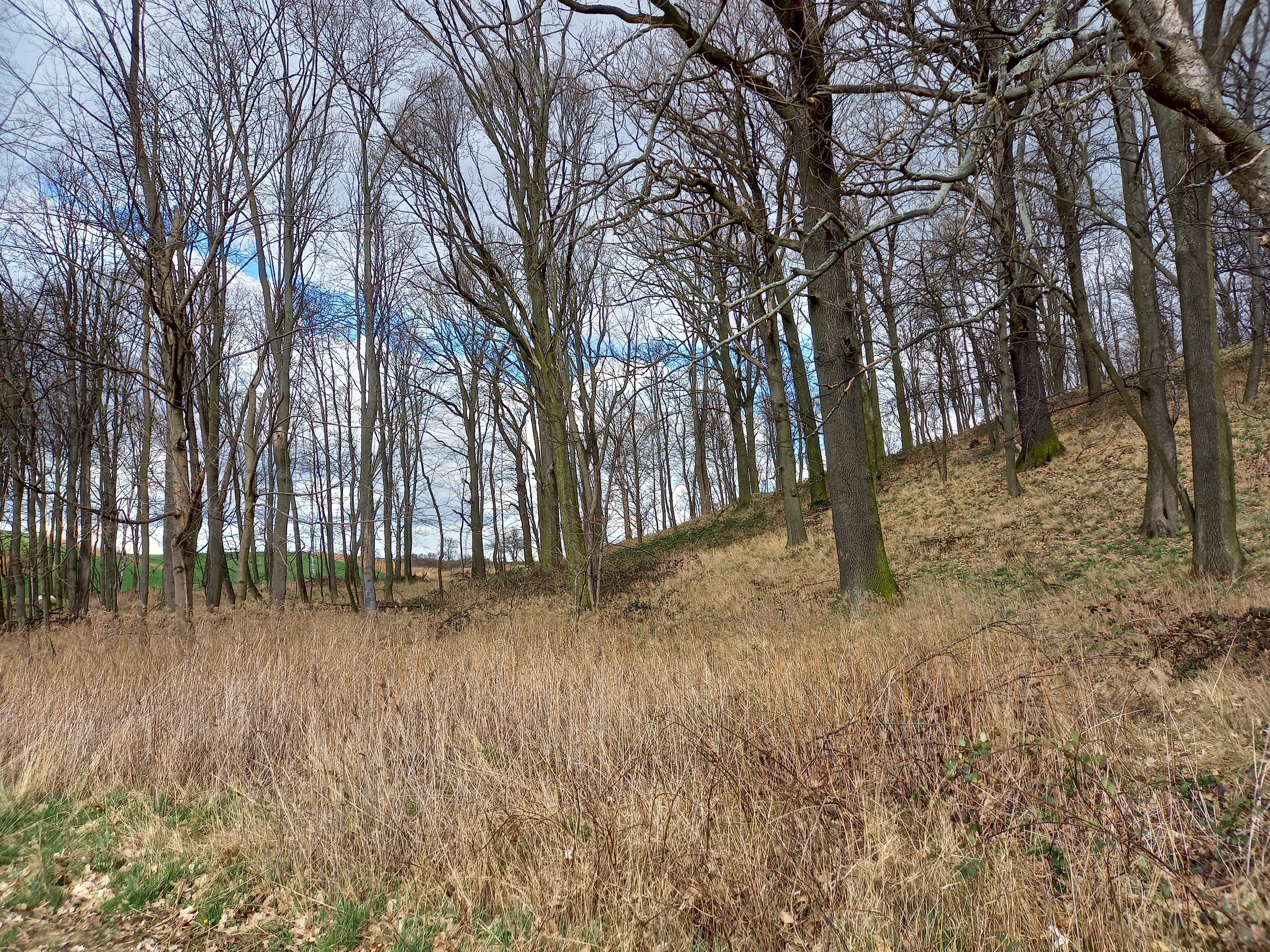
środkowa część masywu
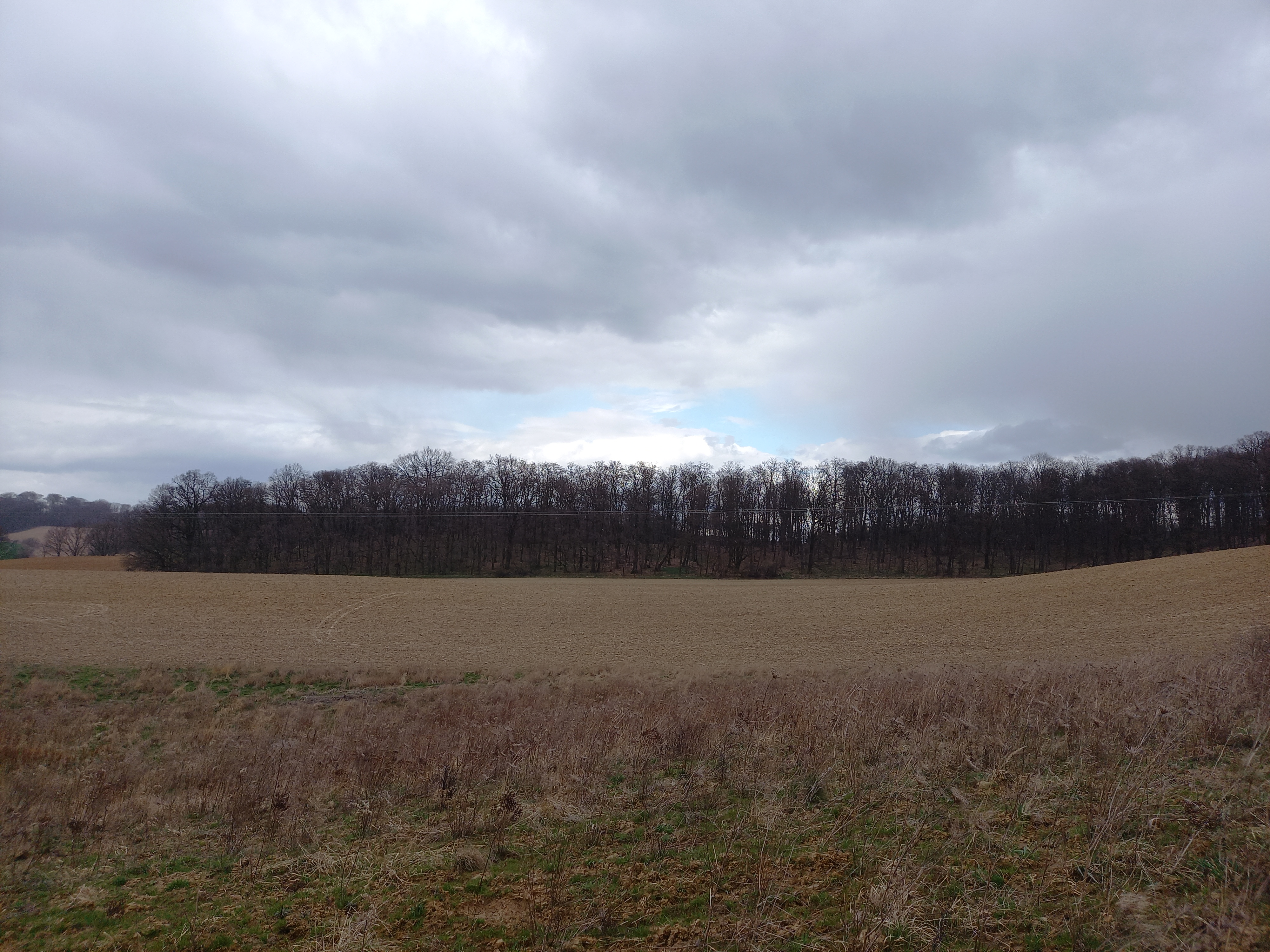
widok z północnego zachodu

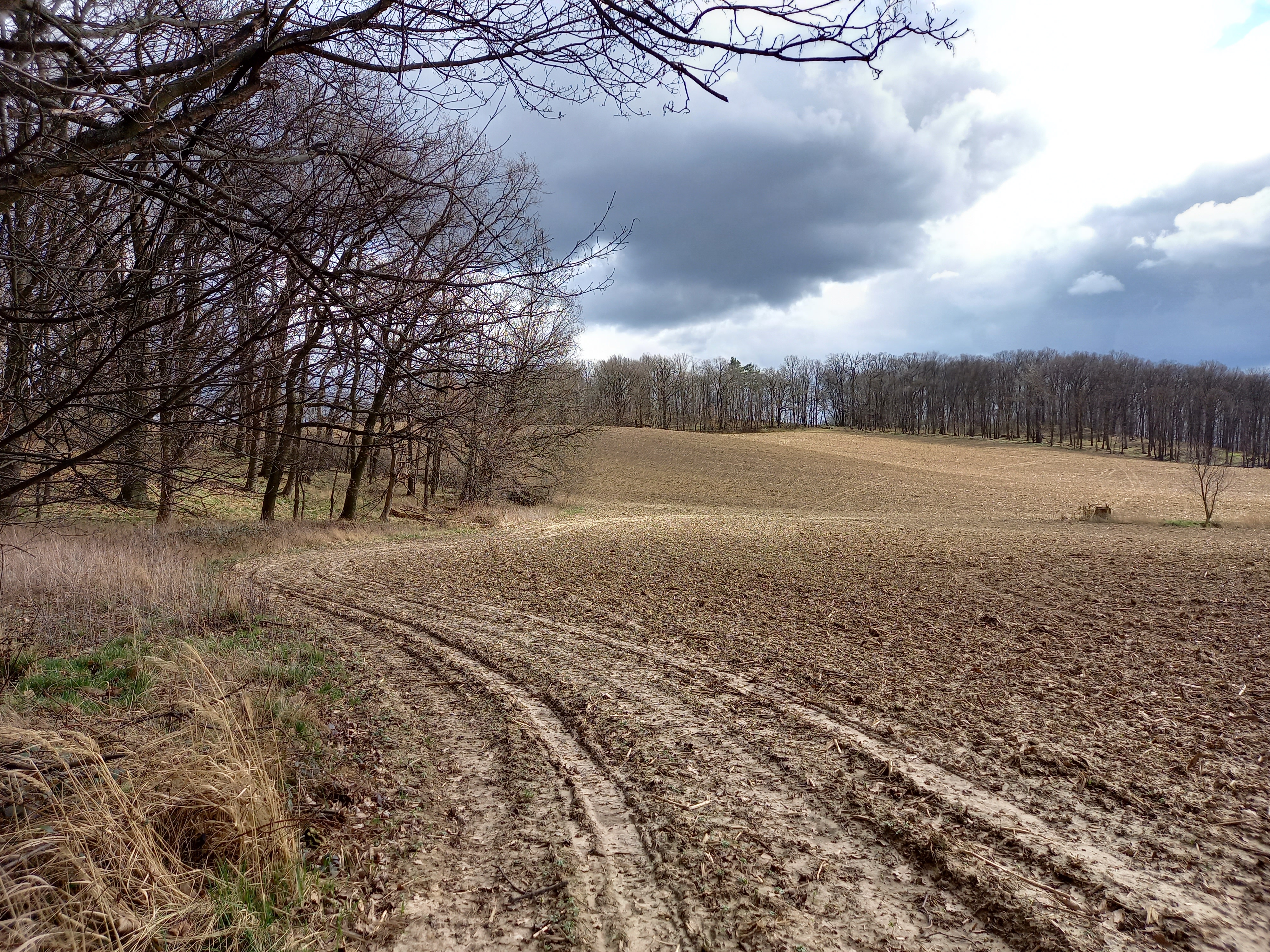
droga od Połańca
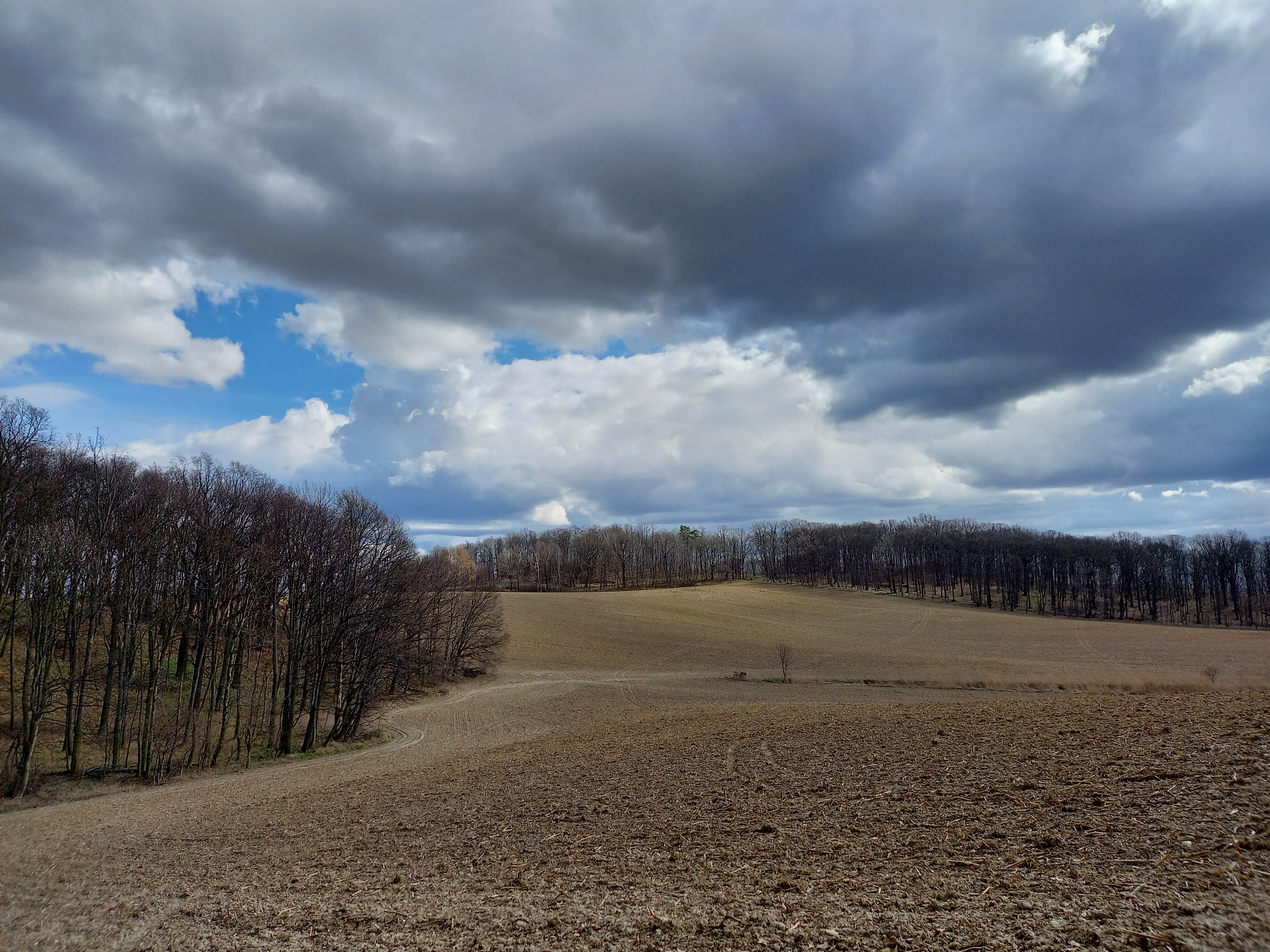
widok z północnego zachodu (od Połańca)
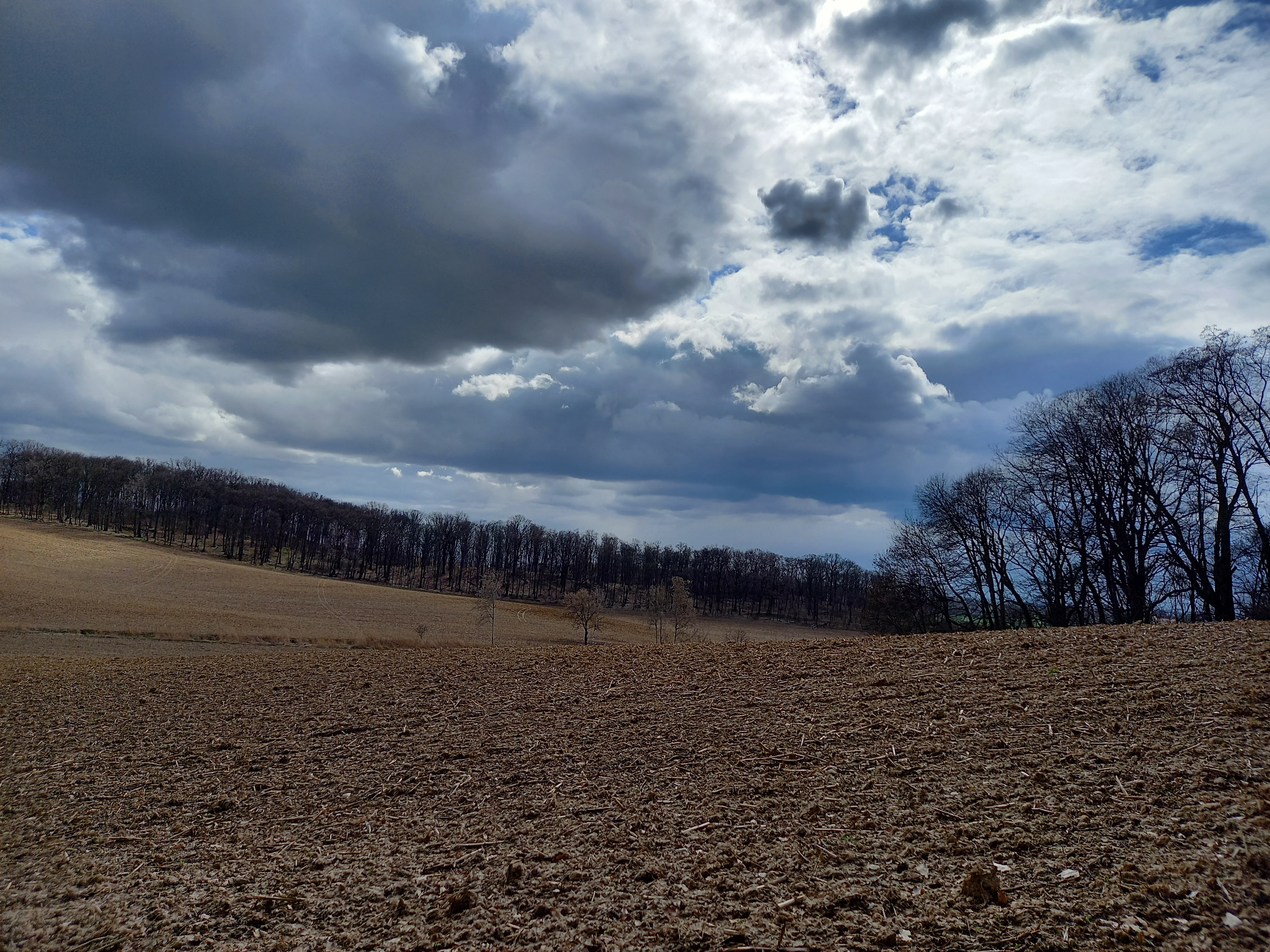
część zachodnia masywu